# NGC 1988
NGC 1988 је појединачна звезда у сазвежђу Бик која се налази на NGC листи објеката дубоког неба.
Деклинација објекта је + 21° 13' 7" а ректасцензија 5h 37m 26,5s. Привидна величина (магнитуда) објекта NGC 1988 износи 11,1 а фотографска магнитуда 11,0.